# Toxic Crusaders
Toxic Crusaders è una sitcom animata basata sulla serie di film del Vendicatore Tossico, creata dal regista Lloyd Kaufman e prodotta dalla Troma nel 1991, per la Fox Broadcasting Company. Gli episodi realizzati furono tredici, ma solo cinque vennero programmati dalla Fox. La serie completa è uscita in DVD, distribuito dalla Troma.

## Trama
Dopo molti anni, a Tromaville torna la famigerata Apocalypse Inc., una multinazionale che mira a trasformare la piccola città in una discarica di rifiuti tossici. Per far questo, dopo essere stata sconfitta per due volte da Vendicatore Tossico, la multinazionale manda dal pianeta Smogulla un alieno, il Dottor Killemoff.
Toxic deve così nuovamente difendere la sua amata Tromaville dal Male rappresentato dall'Apocalypse Inc. e dal corrotto sindaco. Stavolta però non combatterà da solo. Lo aiuteranno infatti altri supereroi mutanti: NoZone, un ex pilota che dopo essersi schiantato con la sua astronave su alcuni contenitori di pepe radioattivo ha acquisito il potere di uno starnuto micidiale; Junkyhard, un vagabondo che è stato colpito da un fulmine insieme al suo cane ed è stato fuso con esso; Headbanger, il risultato di una fusione tra due opposte personalità, e Major Disaster, un militare che ha il potere di controllare le piante dopo essere caduto in una palude radioattiva. Questi supereroi diventeranno i "Crociati Tossici" e difenderanno ancora una volta Tromaville.